# Коридорас Наттерера
Коридорас Наттерера (Corydoras nattereri) — вид сомоподібних риб з роду Коридорас підродини Corydoradinae родини Панцирні соми. Названо на честь австрійського натураліста Йогана Наттерера. Інша назва «синьосмугий коридорас».

## Опис
Загальна довжина сягає 5,4 см. Спостерігається статевий диморфізм: самиця більша за самця. Голова помірного розміру. Рот дещо повернуто додолу. Біля рота є 2 пари вусиків. Тулуб кремезний, трохи витягнуто в довжину, вкрито 2 рядками щільних кісткових пластин. Передня частина його є високою. Боки трохи стиснуті. Бокова лінія майже пряма. Спинний плавець високий, у самців більш піднято догори, ніж у самиць. Жировий плавець зрізаний, з довгим жорсткуватим першим променем. Грудні та черевні плавці розташовано неподалік одні від одних. Хвостовий плавець широкий, увігнутий, верхня лопать трохи довша за нижню.
Забарвлення сірувато-зелене з коричневим відливом. Спина є зеленувато-коричнева. В залежності від світла боки цього коридорасу відливають зеленим або синім кольором. Уздовж тіла проходить вузька чорна, трохи зелена смужка, що світиться. В основі спинного плавця розташовано темну пляму. Плавці напівпрозорі.
Існує альбіносна форма, яка від блідо-рожевого до яскраво-помаранчевого. Смуга уздовж тулуба блакитного забарвлення. Очі є червоними.

## Спосіб життя
Є демерсальною рибою. Воліє до прісної та чистої води. Утворює невеличкі косяки. Вдень ховається серед каміння та корчів. Активна у присмерку та вночі. Живиться дрібними ракоподібними, комахами, хробаками, рештками рослин.
Статева зрілість настає у віці 6-8 місяців. Самиця відкладає 30-50 ікринок розміром 2 мм. Кладка кріпитися до листя рослин. Інкубаційний період триває до 5 днів. Через 3 місяці досягає 2,5-3 см.

## Розповсюдження
Є ендеміком Бразилія. Поширена у річках Еспіріту-Санту, Парана, Параїба, Ріу-Досі, Жекітіньонья.